# Macrocera inversa
Macrocera inversa är en tvåvingeart som beskrevs av Friedrich Hermann Loew 1869. Macrocera inversa ingår i släktet Macrocera och familjen platthornsmyggor. Inga underarter finns listade i Catalogue of Life.